# Wiedemannia mikiana
Wiedemannia mikiana is een vliegensoort uit de familie van de dansvliegen (Empididae). De wetenschappelijke naam van de soort is voor het eerst geldig gepubliceerd in 1899 door Mario Bezzi.